# Юнацька збірна Люксембургу з футболу (U-17)
Юнацька збірна Люксембургуз футболу — національна футбольна збірна Люксембургу гравців віком до 17 років, яку контролює Федерація футболу Люксембургу.
З 2002 року збірна брала участь у кваліфікації на Чемпіонат Європи серед 17-річних, проте жодного разу не змогла її пройти. Вперше потрапила на Чемпіонат Європи серед 17-річних 2006 року як господарі, проте посіла останнє місце в групі. Ця участь залишилася єдиною для збірної у фінальних частинах чемпіонатів Європи.

## Чемпіонат Європи (U-17)
- 2002 — 2005 — не кваліфікувалися
- 2006 — груповий етап
- 2007 — 2020 — не кваліфікувалися